# Luxemburgs Davis Cup-lag
Luxemburgs Davis Cup-lag styrs av Luxemburgs tennisförbund och representerar Luxemburg i tennisturneringen Davis Cup, tidigare International Lawn Tennis Challenge. Luxemburg debuterade i sammanhanget 1947 och förlorade alla sina 17 första matcher innan man bröt sviten genom att vinna mot Turkiet 1965.